# 賈公闕
賈公闕位於四川省梓潼縣，文物遺址年代判定為漢代。1985年6月17日公佈為梓潼縣文物保護單位。

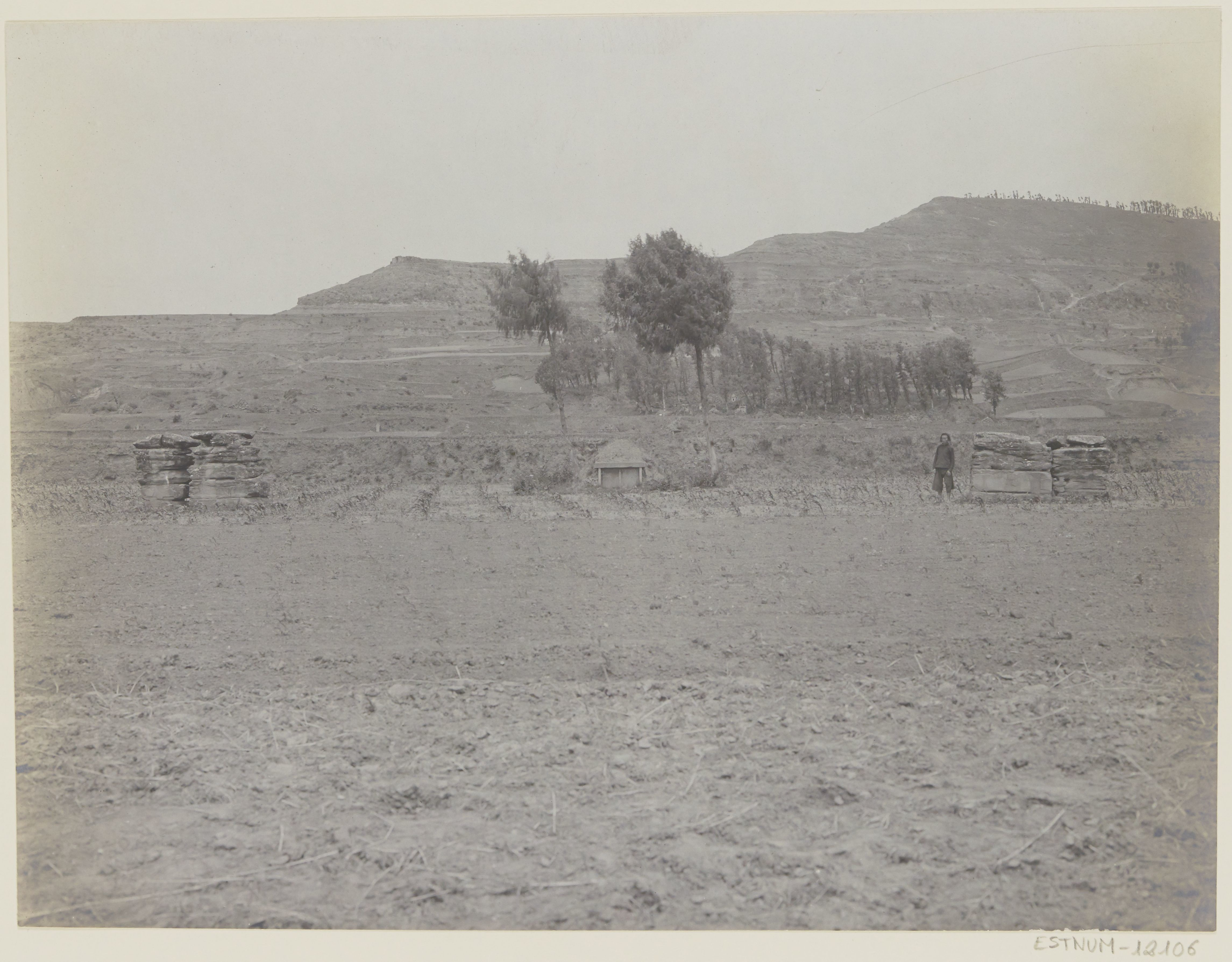
法国人謝閣蘭1914年拍攝的賈公闕

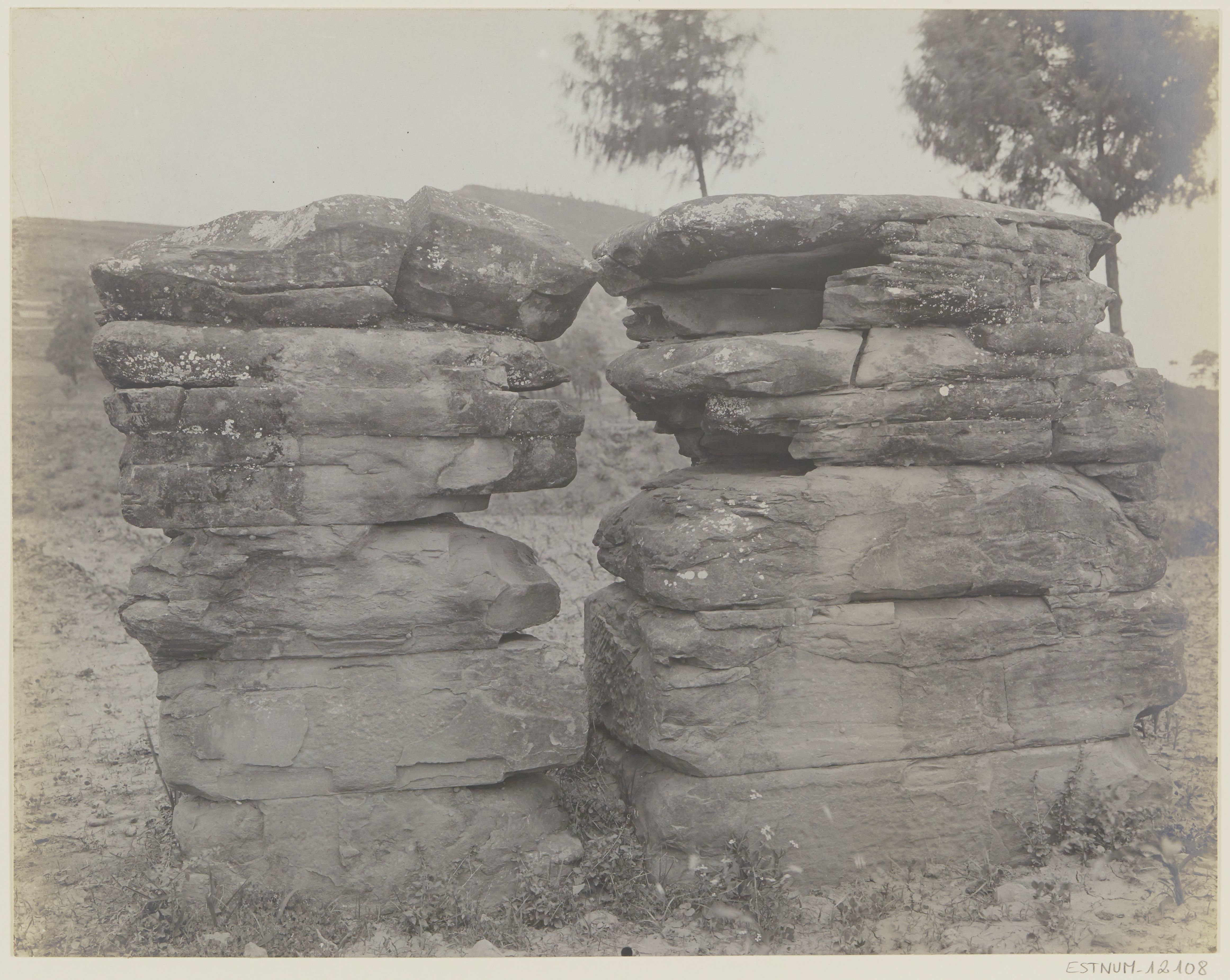
法国人謝閣蘭1914年拍攝的賈公闕

此闕在梓潼縣城南約兩公里的太平鄉境內，西距李業闕約0.5公里，位於川陝公路東側20米的稻田之中。其左、右闕的主闕和耳闕均存。因其上部皆失去，遠望但見大小相近的兩石堆，當地人呼為書箱石。兩闕相距17.2米，方向為北偏西23度，石質為青灰色細砂石，闕身第二層以上風化剝蝕嚴重。